# Macro-état
 (septembre 2018).
Si vous disposez d'ouvrages ou d'articles de référence ou si vous connaissez des sites web de qualité traitant du thème abordé ici, merci de compléter l'article en donnant les références utiles à sa vérifiabilité et en les liant à la section « Notes et références ».
Un macro-état (appelé aussi configuration macroscopique ou encore état macroscopique) d'un système fait référence à ses propriétés macroscopiques, telles que la pression et la température. En physique statistique, un macro-état est donné par une distribution de probabilité sur un ensemble donné de micro-états.